# Capriccio (architettura)

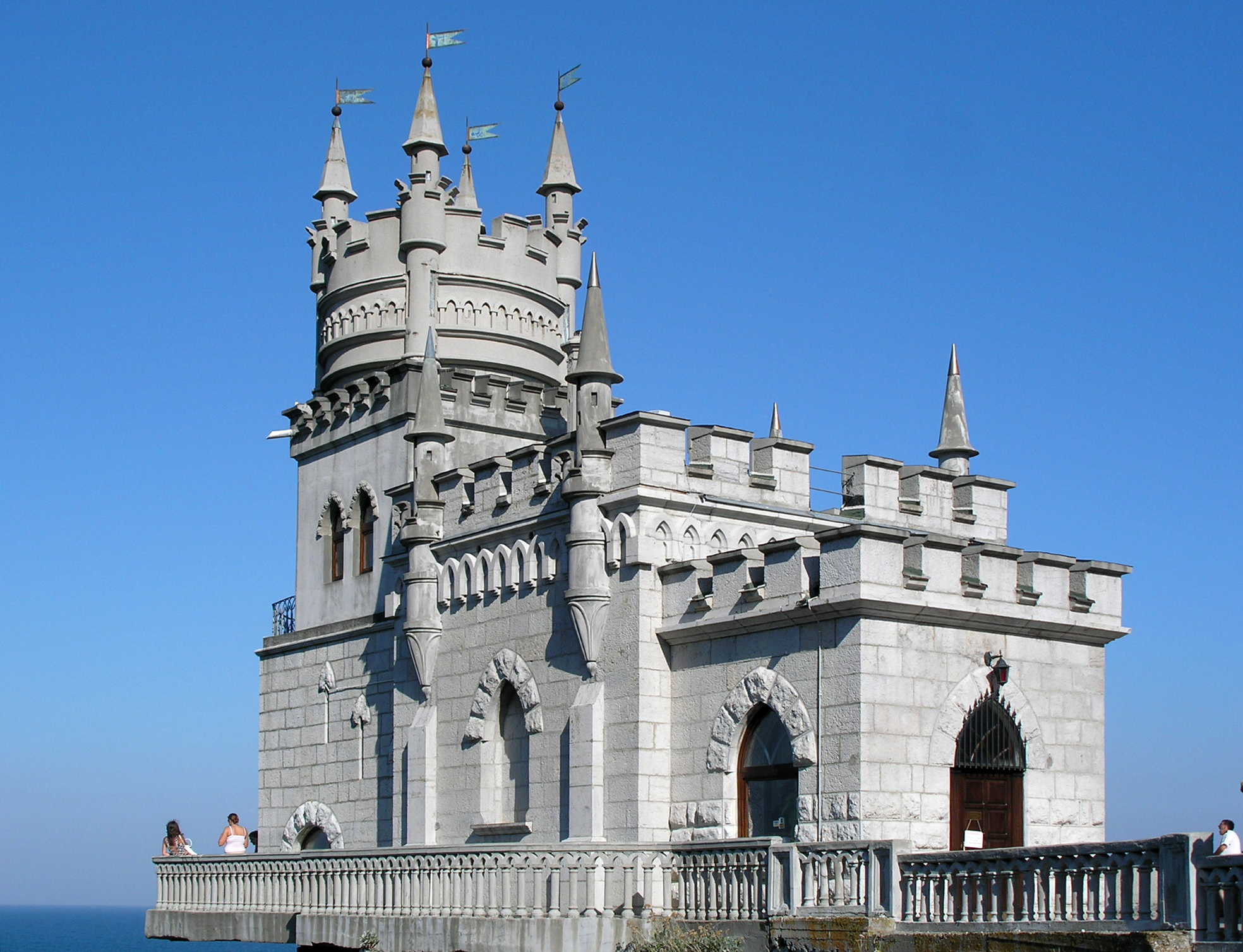
Il Nido di rondine a Jalta, in Crimea

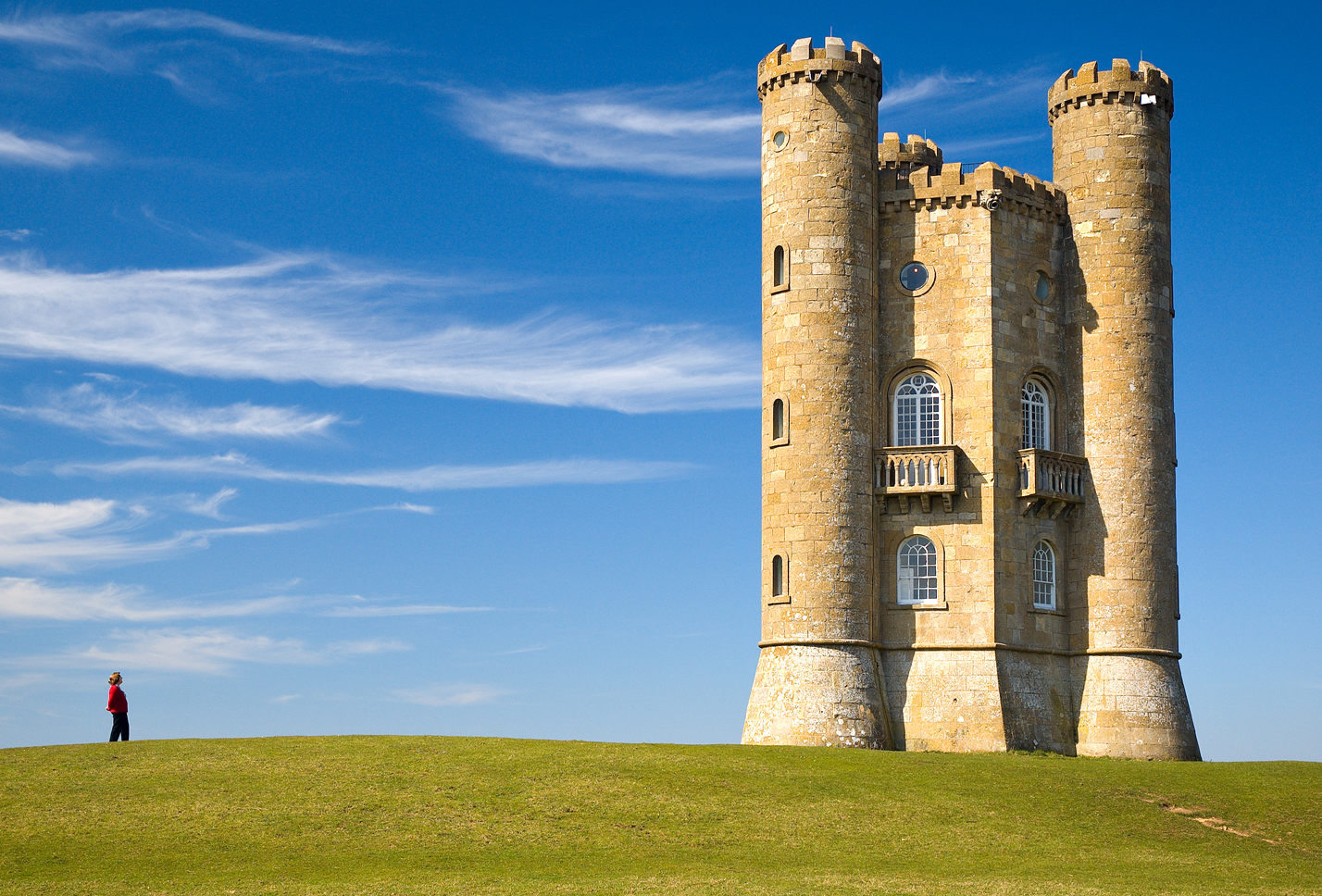
La Broadway Tower nel Worcestershire, in Inghilterra, uno degli esempi più famosi al mondo di capriccio architettonico

In architettura, un capriccio o follia (in inglese: folly, in francese: folie o fabrique) è un edificio stravagante, frivolo o buffo, progettato più come espressione artistica che a scopo pratico. Tuttavia ben pochi capricci erano in origine completamente privi di un'utilità pratica: di solito, col tempo, hanno smesso di essere utilizzati, come nel caso delle torri di caccia.
I capricci si trovano solitamente nei parchi e nei terreni circostanti a grandi ville e castelli. Alcuni sono stati deliberatamente costruiti per sembrare in rovina. I capricci furono particolarmente in voga tra la fine del sedicesimo secolo e il diciannovesimo secolo.
Al giorno d'oggi i parchi a tema e le fiere mondiali contengono spesso edifici assimilabili a capricci (solo per fare un esempio, il gigantesco castello delle fiabe a Disneyland); queste strutture però sono costruite allo scopo di attirare e intrattenere i visitatori.

## Caratteristiche

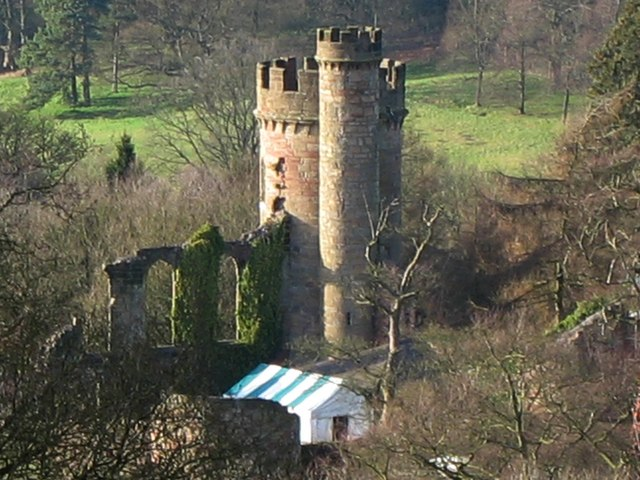
Castello di Hagley all'interno dei terreno di Hagley Hall. Venne costruito da Sanderson Miller per George, lord Lyttelton a metà del XVIII secolo per riprendere le forme di un castello medievale in rovina.

Il concetto di capriccio è spesso stato suggerito dalla definizione che una follia sia "una follia agli occhi dello spettatore". Le caratteristiche tipiche sono:
- Non vi è altro proposito che quello di essere un ornamento.[4] Spesso con la parvenza di edifici veri e propri, in realtà i capricci architettonici sono unicamente decorazioni.
- Sono costruzioni, o parti di costruzioni.[4] Si distinguono nettamente da altri ornamenti da giardino come sculture.
- Sono costruiti di proposito. Le follies sono deliberatamente costruite come ornamenti.
- Spesso sono realizzate in modo eccentrico. Questa non è strettamente necessaria come caratteristica, a ogni modo è solito che queste strutture richiamino a sé l'attenzione con forme e dettagli inusuali.
- Vi sono spesso elementi palesemente falsi nelle costruzioni dei capricci. Un esempio canonico è rappresentato dalle rovine: una folly che pretende di essere il resto di un'antica costruzione ma che in realtà è stata realizzata già in quello stato.
- Sono commissionate per puro piacere.[4]

## Storia

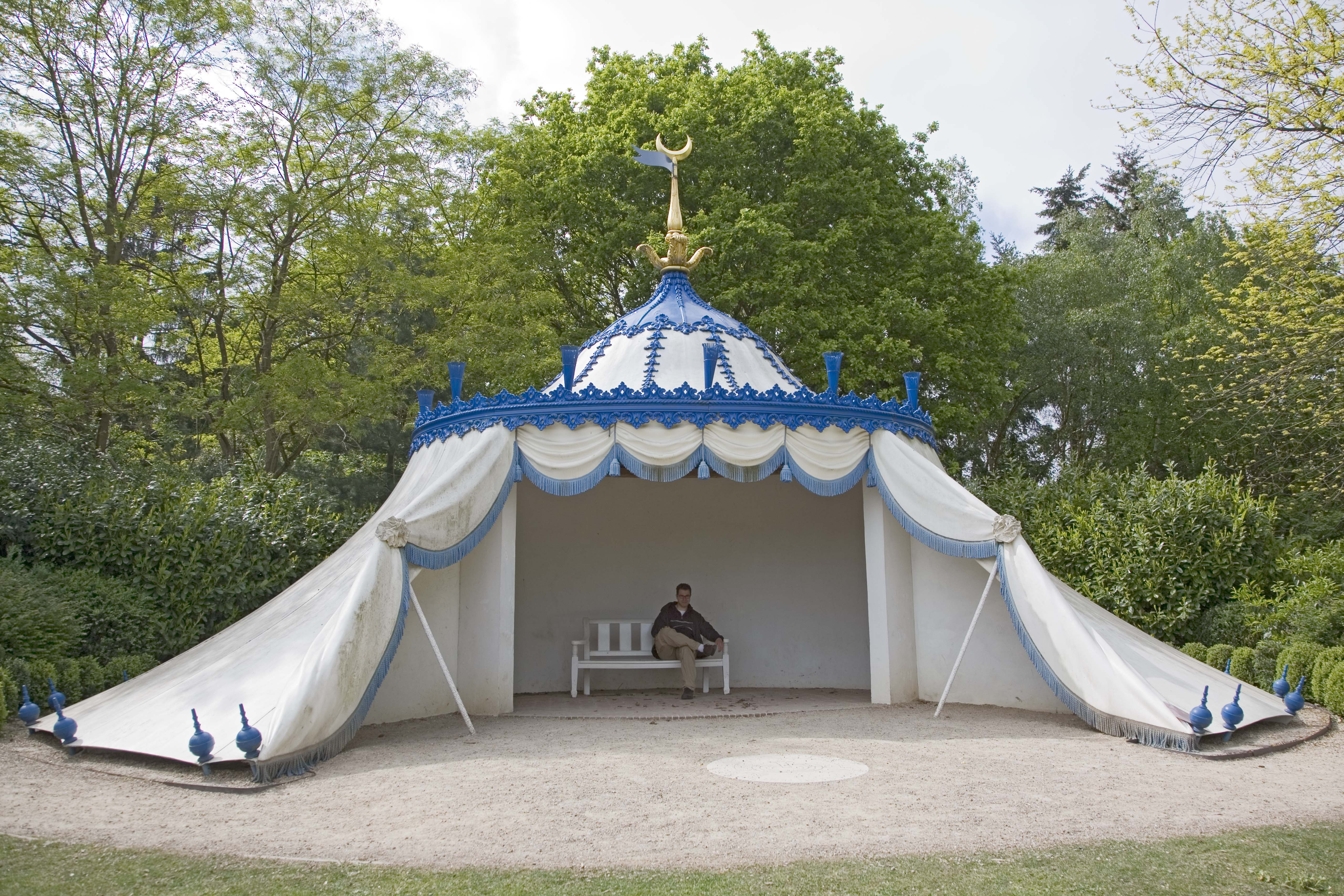
Ricostruzione moderna di una tenda turca, una struttura permanente a Painshill, Surrey

Le follies iniziarono a essere presenti come elementi decorativi per giardini tra la fine del XVI secolo e l'inizio del XVII secolo, ma fiorirono particolarmente nei due secoli che seguirono. Molte furono le rovine di case monastiche e (in particolare in Italia) di ville romane, in particolare durante il periodo del Romanticismo in architettura.
A ogni modo gran parte delle follies erano realizzate senza alcun fine pratico ma, pur conservando il loro senso decorativo, alcune ebbero effettivamente degli usi, spesso legati alla caccia, come nel caso di torri o piccole case per accomodare i vari guardiacaccia. In alcuni casi alcuni capricci architettonici potevano servire come tea houses. A tutela dei capricci architettonici è stata creata nel 1988 un'associazione, la Folly Fellowship, che si occupa di celebrare ancora oggi la storia e lo splendore di queste strutture e di farle conoscere al pubblico.

### Lefolliesdel XVIII secolo nei giardini francesi e inglesi

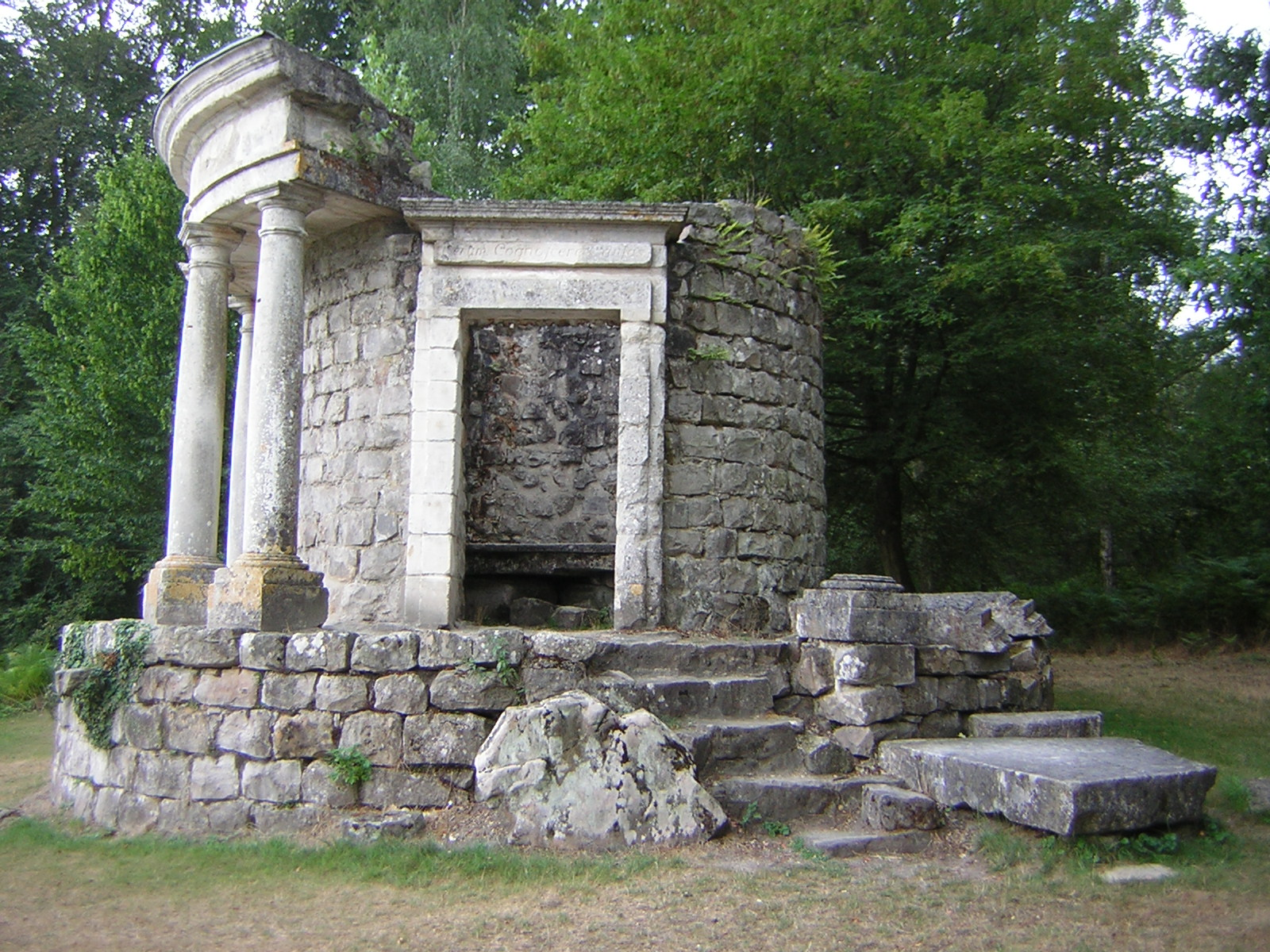
Il Tempio della Filosofia a Ermenonville. Parco Jean-Jacques Rousseau.

Le follies (o in francese: fabriques) furono una parte importante del giardino all'inglese e del giardino alla francese nel corso del XVIII secolo, come nel caso di Stowe e Stourhead in Inghilterra ed Ermenonville e nei giardini di Versailles in Francia. Spesso queste strutture ebbero forma di templi romani, abbazie gotiche in rovina o monumenti e piramidi egizie. Painshill Park nel Surrey contiene un gran numero di questi capricci, con una grande torre gotica e varie altre strutture del medesimo stile, un tempio romano, un romitaggio, una tenda turca, una grotta incrostata di conchiglie e altro. In Francia talvolta i capricci avevano forma di fattorie, mulini e cottage come nel caso dell'Hameau de la Reine di Maria Antonietta a Versailles. Spesso queste strutture avevano significati di importanza simbolica per esaltare le virtù dell'antica Roma o i piaceri della vita di campagna. Il Tempio della Filosofia di Ermenonville, non terminato di proposito, sta proprio a simboleggiare il fatto che la conoscenza non può mai dirsi completa, mentre il Tempio delle Virtù Moderne di Stowe venne lasciato deliberatamente distrutto per mostrare il decadimento dei costumi contemporanei.
Sulla fine del XVIII secolo, i capricci architettonici divennero più esotici, a rappresentare strutture di altre parti del mondo come pagode cinesi, ponti giapponesi, tende tartare.

## Esempi
I capricci architettonici sono diffusi in tutto il mondo, ma trovano particolare rilevanza nei giardini della Gran Bretagna, dove conobbero una grande stagione di splendore.

### Austria

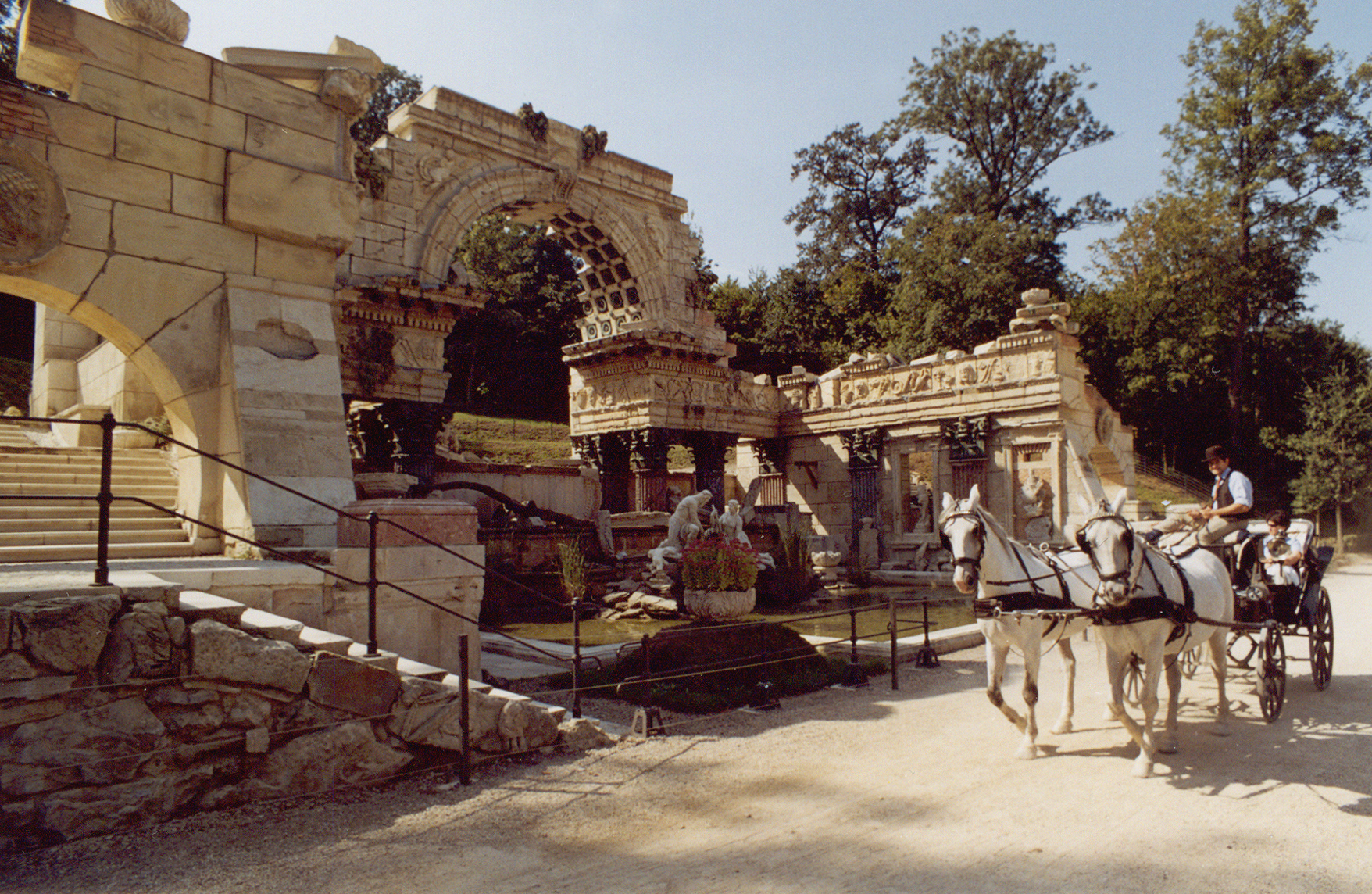
Rovine romane, Palazzo di Schönbrunn, Austria

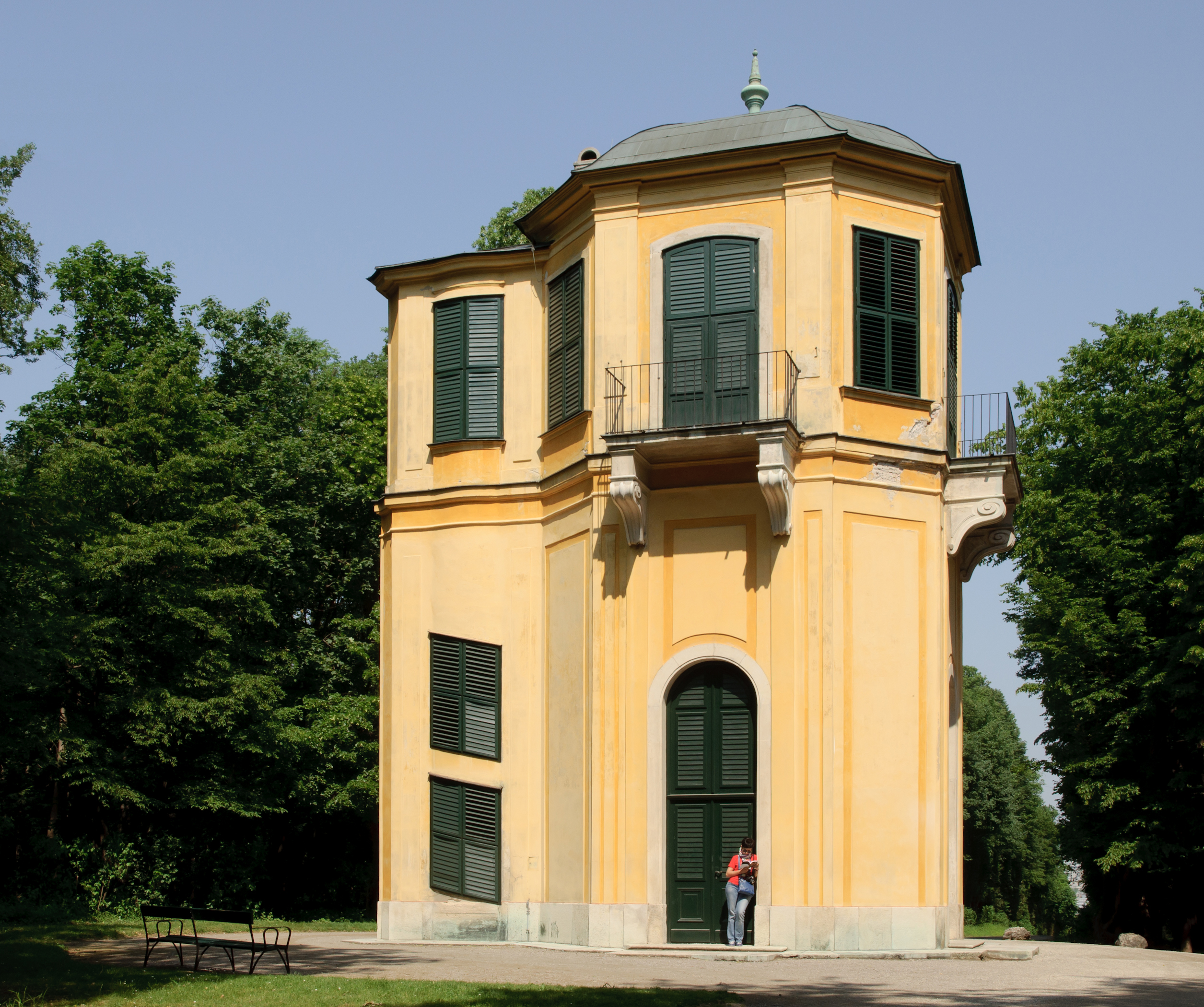
Piccola Gloriette al Palazzo di Schönbrunn

- Rovine romane e gloriette, nel parco del Palazzo di Schönbrunn, Vienna

### Repubblica Ceca
- Serie di costruzioni nel Paesaggio culturale di Lednice-Valtice
- Prospettiva Goethe, Karlovy Vary

### Francia
- Pagoda di Chanteloup, presso Amboise
- Désert de Retz, giardino a Chambourcy presso Parigi (XVIII secolo)
- Parc de la Villette a Parigi con un gran numero di strutture costruite da Bernard Tschumi
- Châteauneuf-de-Galaure dove Ferdinand Cheval costruì il cosiddetto "Palazzo Ideale" con esempi di architetture native
- Hameau de la Reine, nel parco della Reggia di Versailles

### Germania
- Bergpark Wilhelmshöhe con giochi d'acqua
- Faro nel parco del Castello di Moritzburg presso Dresda
- Moschea nel giardino del Castello di Schwetzingen
- Castello di Pfaueninsel, Berlino
- Ruinenberg nel Parco di Sanssouci, Potsdam

### India

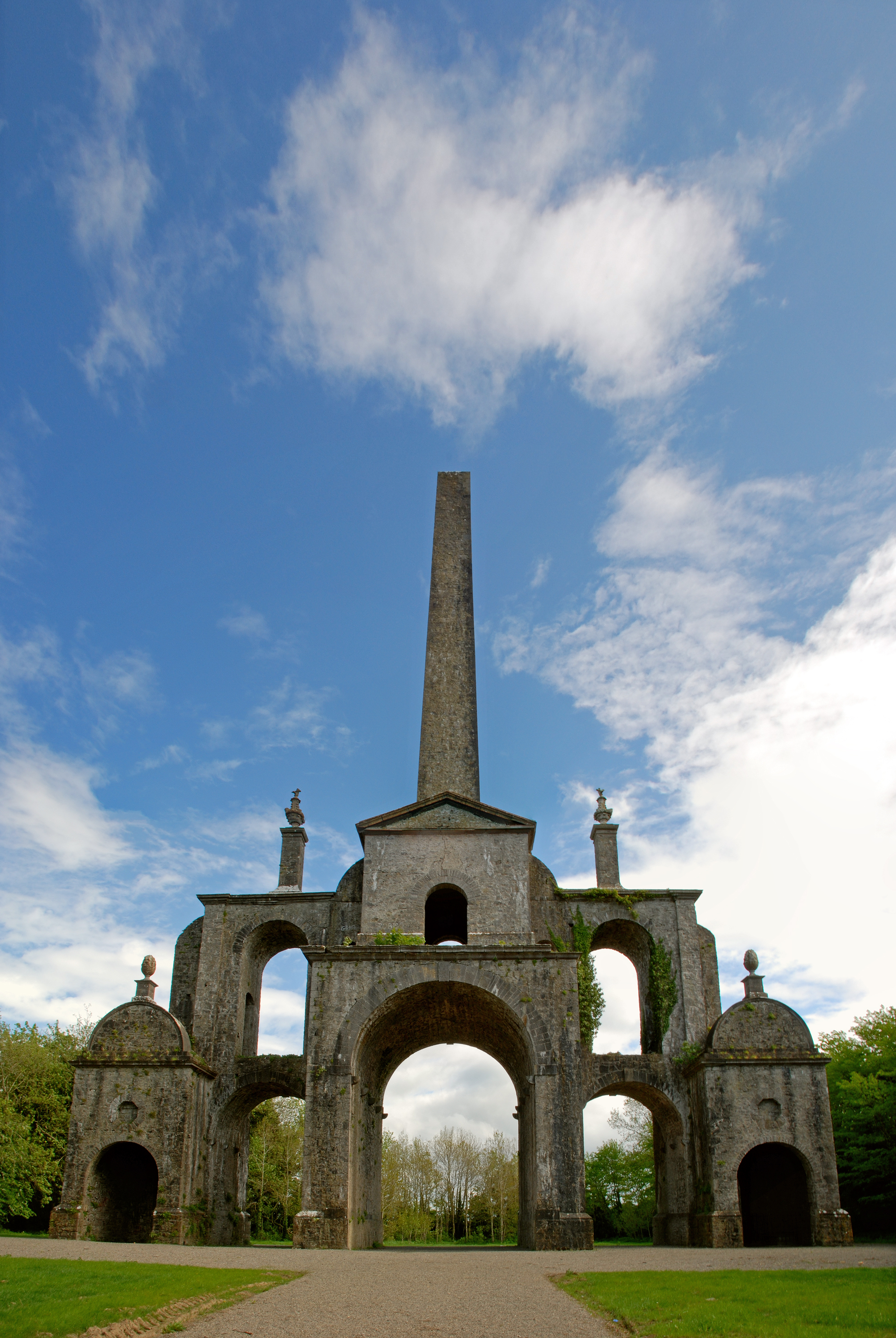
Conolly's Folly, costruita durante la grande carestia irlandese del 1740-41

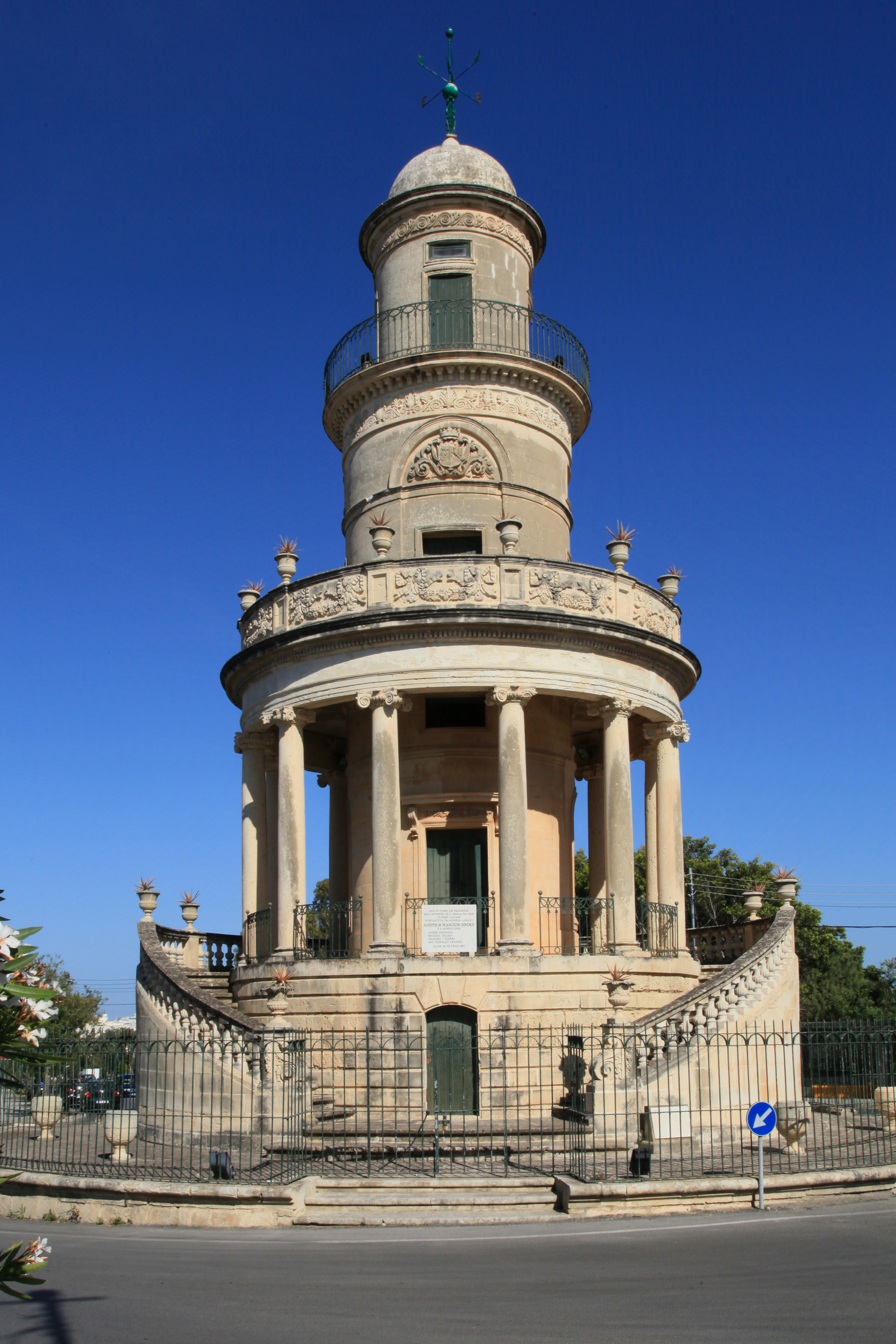
Torre Lija Belvedere a Malta

- Overbury's Folly, Thalassery, Kerala
- Giardino roccioso d Chandigarh

### Irlanda
- Carden's Folly
- Casino at Marino
- Conolly's Folly e The Wonderful Barn nella medesima residenza
- Killiney Hill, con diversi capricci architettonici
- Larchill nella Contea di Kildare, con diversi capricci architettonici
- Powerscourt Estate, che contiene la Pepperpot Tower
- Saint Anne's Park, con diversi capricci architettonici
- Saint Enda's Park, ex scuola di Patrick Pearse, contiene diversi capricci architettonici

### Italia
- La Scarzuola, Montegabbione (TR)

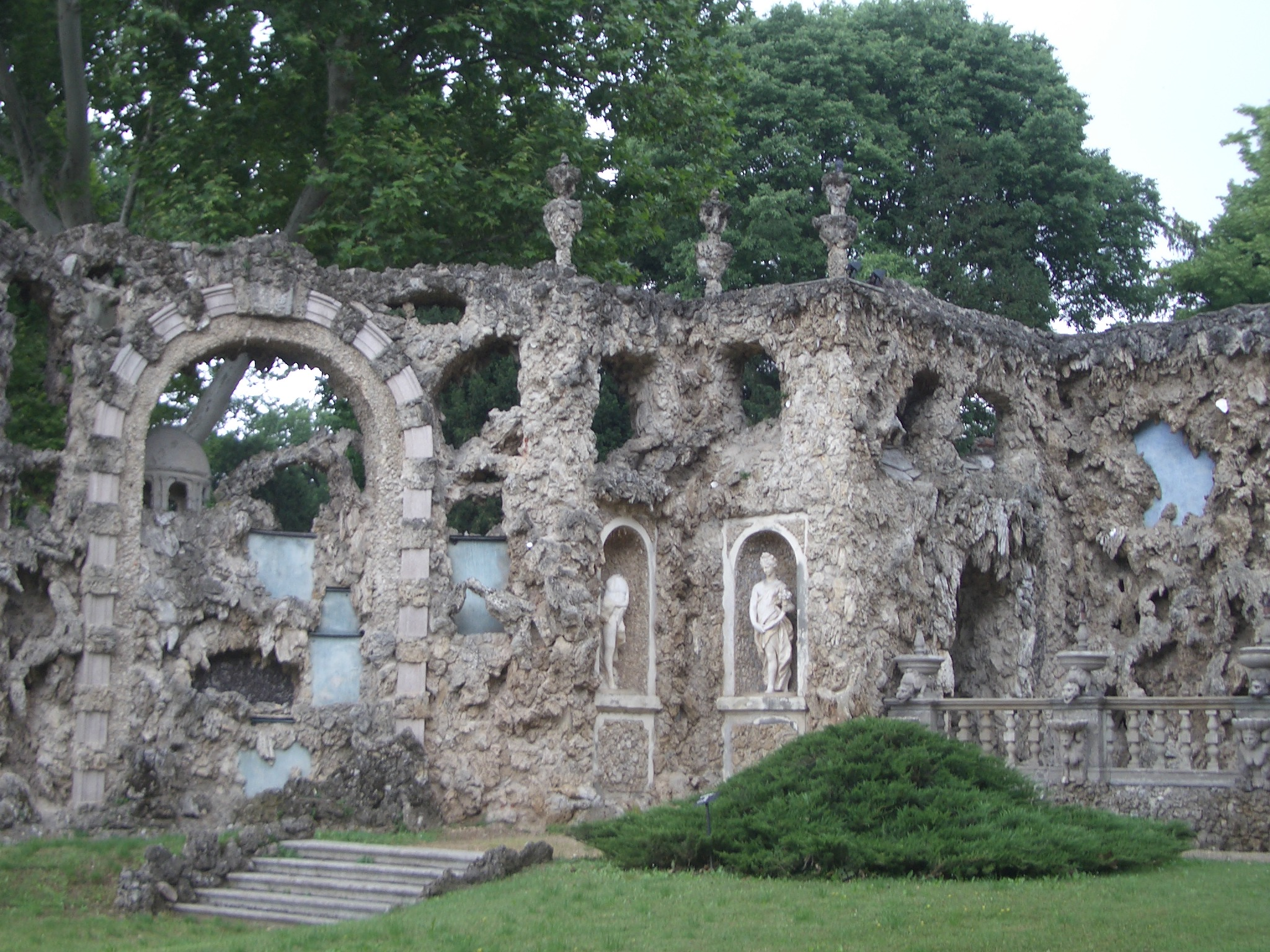
Il ninfeo di Villa Visconti Borromeo Arese Litta a Lainate (MI)

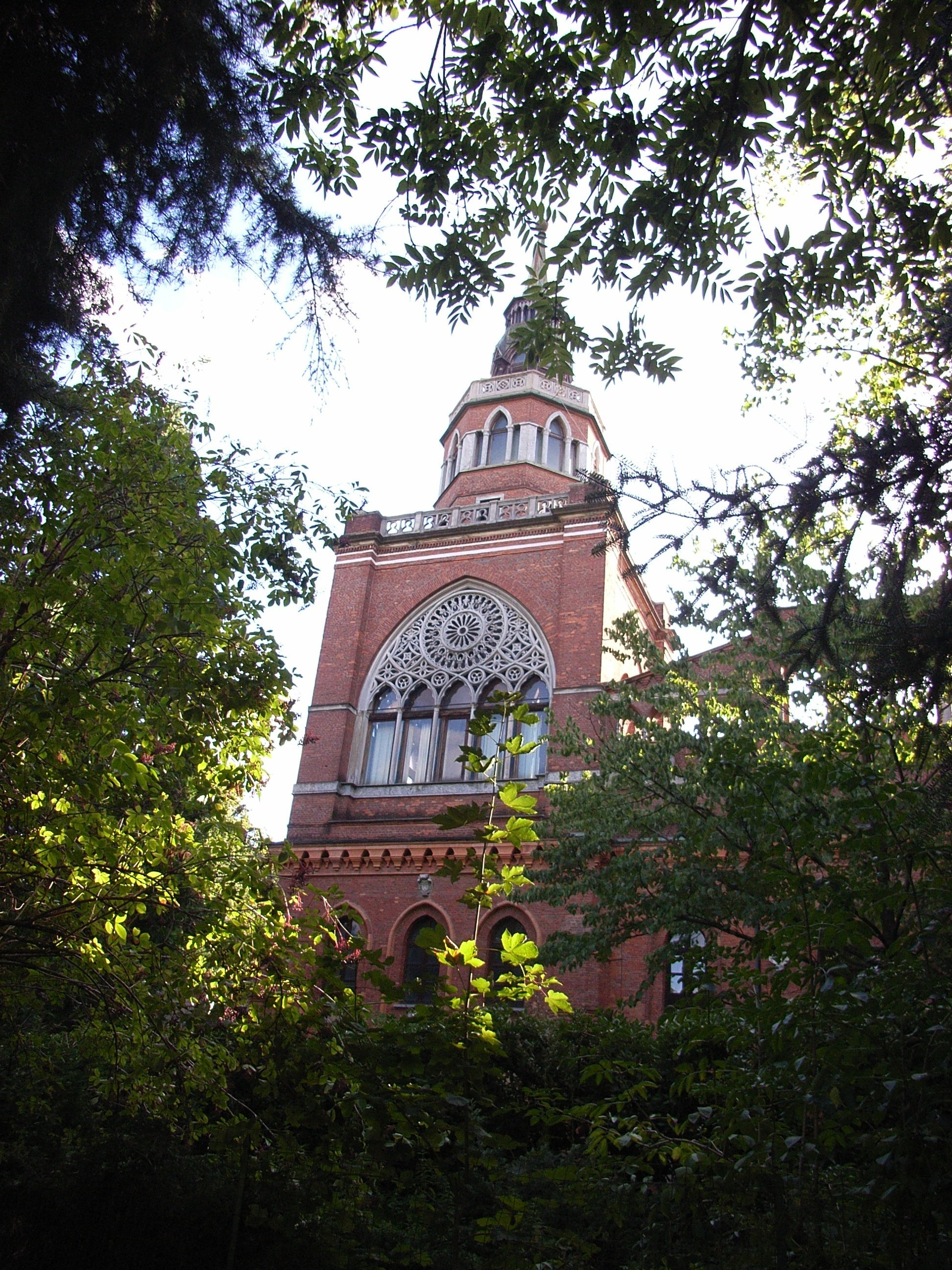
La Torre del Palagi nel parco di Villa Cusani Tittoni Traversi di Desio (MB)

- Il Parco dei Mostri (Giardino di Bomarzo)
- Alcuni elementi del Vittoriale degli italiani costruito da Gabriele D'Annunzio a Gardone Riviera (BS)
- Ninfeo di Villa Visconti Borromeo Arese Litta, Lainate (MI)
- Alcuni edifici nel parco di Villa Annoni a Cuggiono (MI)
- Torre del Palagi ed elementi del parco di Villa Cusani Tittoni Traversi di Desio (MB)
- Villa Grock (Imperia)
- La Bizzarrìa, all'interno del Parco della Mandria, San Gillio (TO)

### Malta
- Torre Lija Belvedere

### Polonia
- Acquedotto "romano", Arkadia

### Romania
- Castello Iulia Hasdeu

### Regno Unito

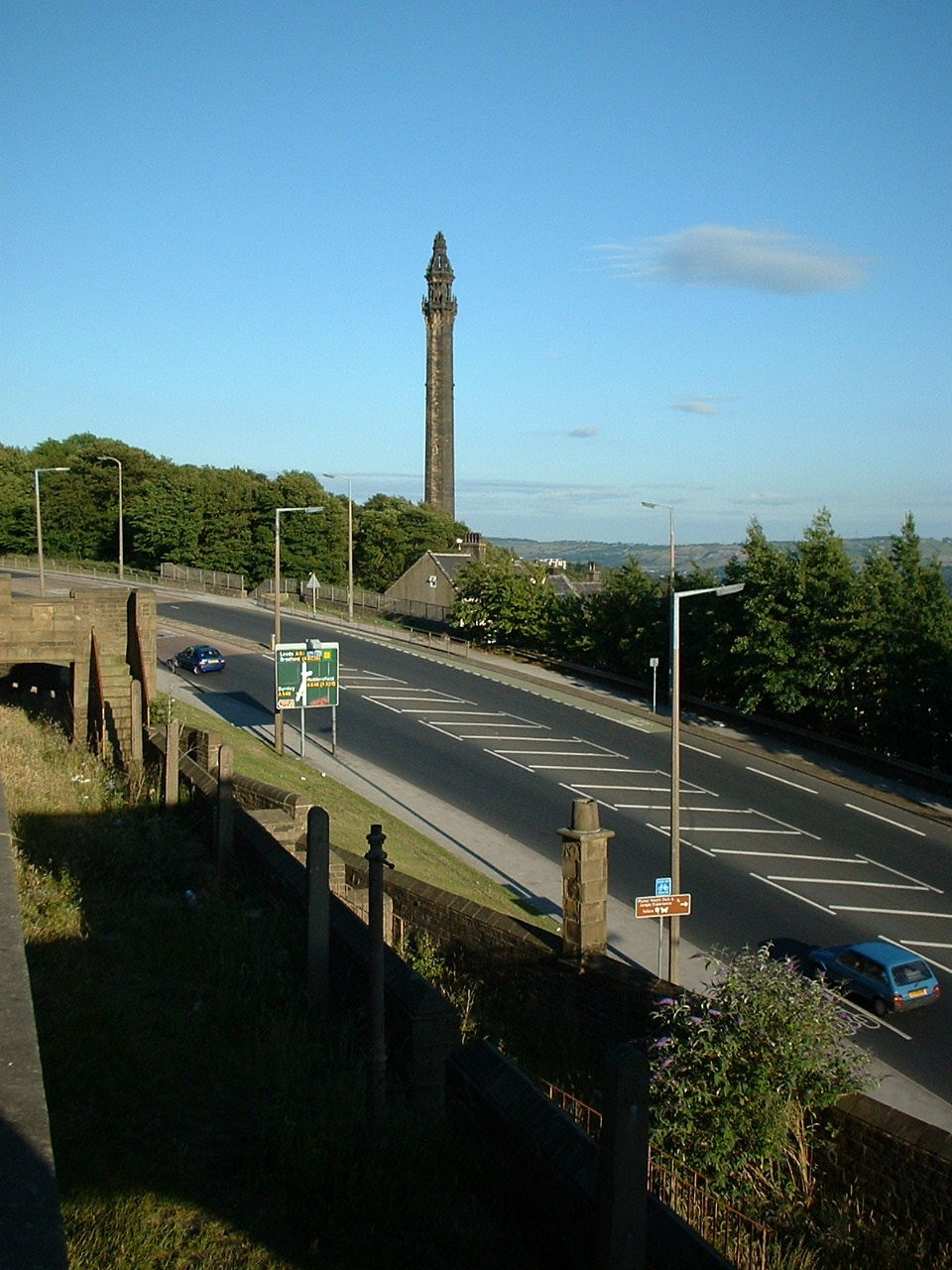
Wainhouse Tower, Halifax, Inghilterra, vista dalla Wainhouse Terrace

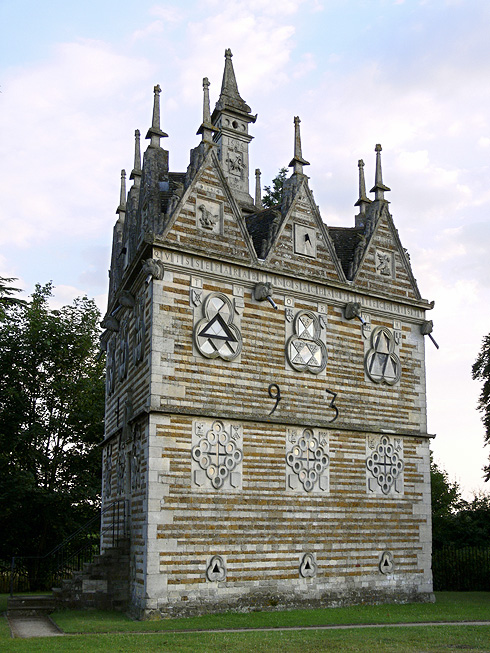
Rushton Triangular Lodge, Northamptonshire, Inghilterra, costruita alla fine del XVII secolo per simboleggiare la Santa Trinità

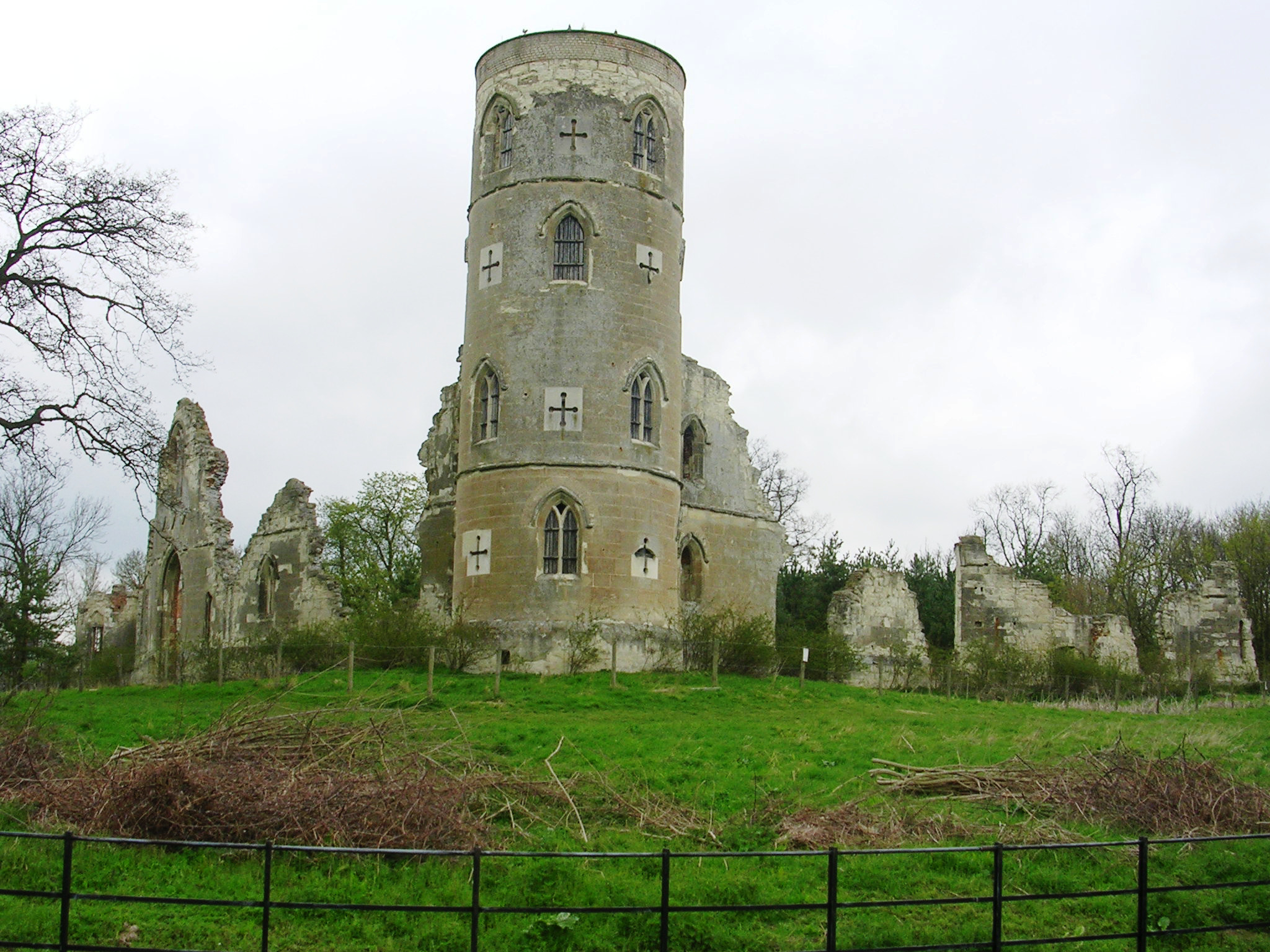
Wimpole's Folly, Cambridgeshire, Inghilterra, costruita nel XVIII secolo assemblando rovine di stile gotico

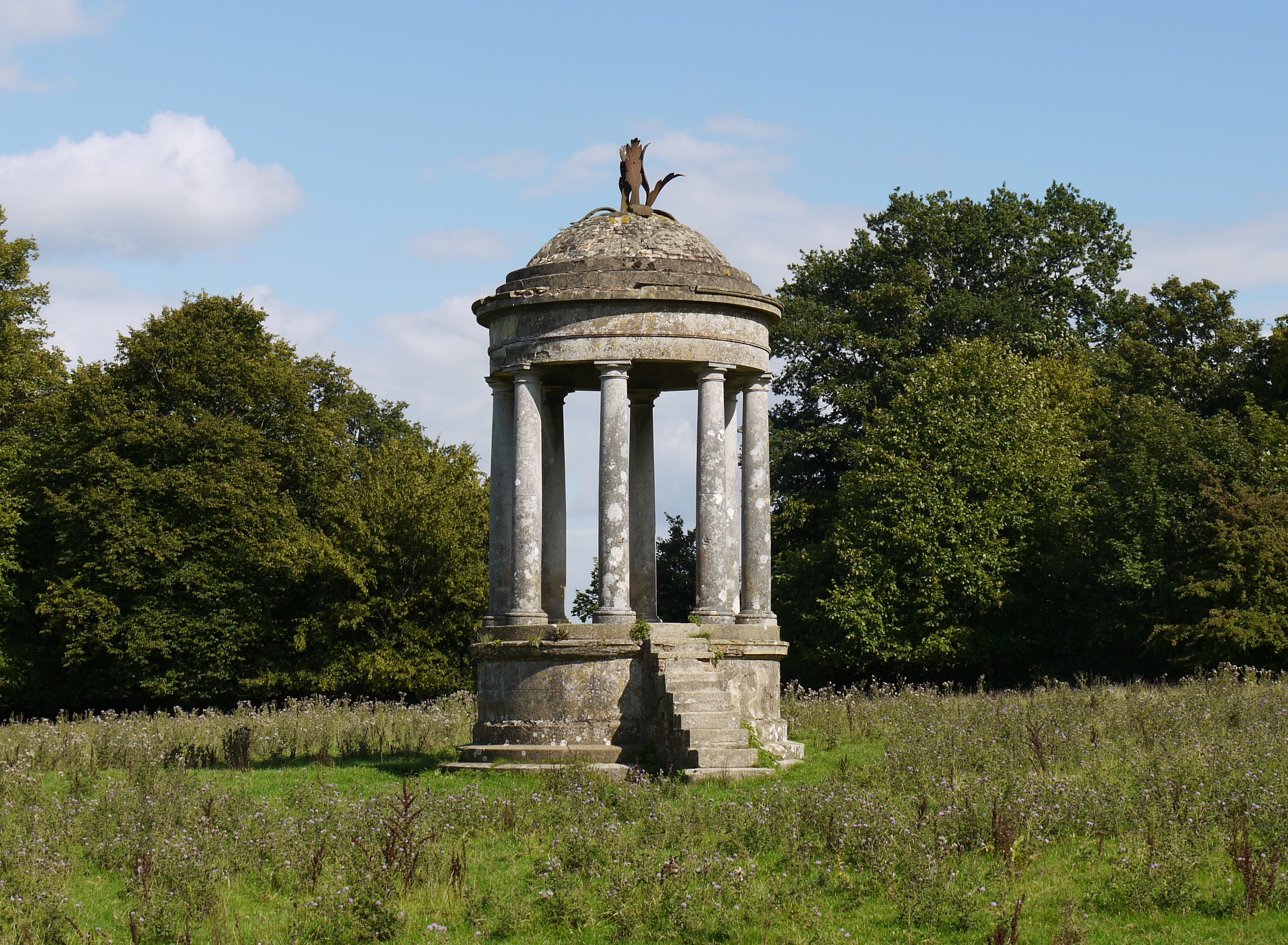
The Beacon, uno dei capricci architettonici rimasti a Staunton Country Park commissionato originariamente da George Thomas Staunton e disegnato da Lewis Vulliamy

#### Inghilterra
- Ashton Memorial, Lancaster
- Beckford's Tower, Somerset
- Broadway Tower, The Cotswolds
- Bettison's Folly, Hornsea
- Black Castle Public House, Bristol
- Brizlee Tower, Northumberland
- The Cage a Lyme Park, Cheshire
- Castello di Clent, Worcestershire
- Castello di Roundhay Park, West Yorkshire
- Torre Clavell, Dorset
- Torre Conygar, Somerset
- Faringdon Folly, Faringdon, Oxfordshire
- Flounders' Folly, Shropshire
- Forbidden Corner, North Yorkshire
- Freston Tower, presso Ipswich, Suffolk
- Garrick's Temple to Shakespeare, Hampton
- Torre Gotica a Goldney Hall, Bristol
- Grande Pagoda nei Royal Botanic Gardens, Kew, Londra
- Hadlow Tower, Hadlow, Kent
- Hawkstone Park, capricci architettonici e giardini nello Shropshire
- Hiorne's Tower, Castello di Arundel, West Sussex
- Horton Tower, Dorset
- King Alfred's Tower, Stourhead, Wiltshire
- Mow Cop Castle, Staffordshire
- Old John, Bradgate Park, Leicestershire
- Painshill, Cobham, Surrey, giardino paesaggistico del XVIII secolo con rovine
- Penshaw Monument, Penshaw, Sunderland
- Pelham's Pillar, Caistor, North Lincolnshire
- Perrott's Folly, Birmingham
- Grotta del Papa, Twickenham, sudovest di Londra
- Racton Monument, West Sussex
- Arco in rovina al Royal Botanic Gardens, Kew, Londra
- Rushton Triangular Lodge, Northamptonshire (XVI secolo)
- Castello di Severndroog, Shooter's Hill, sudest di Londra
- Castel Sham, Bathwick Hill, Bath, Somerset[8]
- La Croce di Sledmere prende la forma dalla Croce di Eleonora ed è un autentico capriccio che però è stato convertito in memoriale della seconda guerra mondiale
- Solomon's Temple, Buxton, Derbyshire
- Castello di Stainborough, South Yorkshire
- Due capricci a Staunton Country Park sono sopravvissuti sino ai nostri giorni
- La Stowe School ha diversi capricci architettonici nei propri giardini
- Sway Tower, New Forest
- Tattingstone Wonder, presso Ipswich, Suffolk
- Wainhouse Tower, il più alto capriccio architettonico del mondo, Halifax, West Yorkshire
- Wentworth Woodhouse, Wentworth, South Yorkshire
- Williamson Tunnels, probabilmente il più grande capriccio architettonico del mondo, Liverpool
- Wilder's Folly, Sulham, Berkshire
- Yorke's Folly, Bewerley, North Yorkshire

#### Scozia
- Caldwell Tower, Lugton, Renfrewshire
- Captain Frasers Folly (Torre di Uig) Isola di Skye
- Dunmore Pineapple, Falkirk
- Castello di Hume, Berwickshire
- McCaig's Tower, Oban, Argyll e Bute
- National Monument, Edimburgo
- Tempio presso Castle Semple Loch, Renfrewshire
- Monumento Shaw, Prestwick

#### Galles
- Castell Coch, Cardiff
- Castello di Clytha, Monmouthshire
- Folly Tower a Pontypool
- Paxton's Tower, Carmarthenshire
- Portmeirion

### Russia
- Torri in rovina di Peterhof, Carskoe Selo, Gatčina e Caricino
- Pagoda e villaggio cinese a Carskoe Selo
- Ammiragliato olandese a Carskoe Selo

### Stati Uniti
- Torre Bancroft, Worcester, Massachusetts
- Castello del Belvedere, New York City
- Bishop Castle, appena fuori da Pueblo, Colorado
- Chateau Laroche, Loveland, Ohio
- Italian Barge, Villa Vizcaya, Miami, Florida
- Kingfisher Tower, Otsego Lake (New York)
- Körner's Folly, Kernersville, North Carolina
- Lawson Tower, Scituate, Massachusetts
- Coral Castle, Homestead, Florida
- Summersville Lake Lighthouse, Mount Nebo, West Virginia

### Ungheria
- Castello Bory a Székesfehérvár
- Castello Taródi a Sopron
- Vajdahunyad vára nel parco cittadino di Budapest

## Famine follies
Durante la Grande carestia irlandese del 1845-49 il termine di capriccio architettonico venne ripreso in uso per indicare una serie di strutture che vennero forzatamente realizzate per trovare una qualche occupazione alle centinaia e centinaia di lavoratori rimasti senza lavoro a causa della carestia. Queste opere pubbliche vennero chiamate "famine follies" e includevano strade in mezzo al nulla o tra due punti a caso, muri, porti, ecc.